# Новинные
Новинные — деревня в Холмогорском районе Архангельской области.

## География
Находится в центральной части Архангельской области на расстоянии приблизительно 3 км на север-северо-восток по прямой от села Емецк на левобережье реки Емца.

## История
Отмечена была на карте уже только 1980-х годов. До 2022 года входила в Емецкое сельское поселение до его упразднения.

## Население
Численность населения: 14 человек (русские 100 %) в 2002 году, 6 в 2010.